# 合成ガス
合成ガス（ごうせいガス、シンガス、syngas, synthesis gas）は、一酸化炭素と水素の混合ガスのことであり、C1化学における基本的な原料の1つである。別名「水性ガス」。合成ガスは石炭（この場合石炭ガス）や天然ガス、重質油、石油排ガス、オイルシェールやバイオマスなどから作られる。また、廃プラスチックを酸などで合成ガス化して回収するという提案もある。1970年代までは都市ガスとして多く使われていたが、一酸化炭素による中毒の懸念があるためこの用途では今日天然ガスに取って代わられている。独リンデや仏エア・リキードがその大手であり、HyCOなどと呼称する場合が多い。

## 生産法

### 石炭のガス化
石炭は水蒸気によってガス化される。この反応は吸熱反応部分を高温で進行させるために、酸素燃焼などによって最低でも900℃が必要とされる。
{\displaystyle {\rm {C+H_{2}O\longrightarrow CO+H_{2}}}}
このガス化において、生じたガスの一酸化炭素と水素の組成比は用いた石炭の種類や反応条件といったもので決定される。

### 天然ガスや石油といった炭化水素のガス化
天然ガスや石油類といった炭化水素のガス化は、水蒸気を利用した水蒸気改質法と部分酸化法があり、部分酸化法のほうが高温で進行する。
{\displaystyle {\rm {-CH_{2}-+H_{2}O\longrightarrow CO+2H_{2}}}}(水蒸気改質法)
{\displaystyle {\rm {-CH_{2}-+{1 \over 2}O_{2}\longrightarrow CO+H_{2}}}}(部分酸化法)

## 組成比について
合成ガスの組成は、その利用目的によって変化させる。例えば、メタノールの合成用の合成ガスは水素:一酸化炭素=2:1のモル比である。この組成比の調整は用いる原料の他に水蒸気や酸素の量を調節したり、下式のような水性ガスシフト反応を起こすようにすることで行われる。
{\displaystyle {\rm {CO+H_{2}O\longrightarrow CO_{2}+H_{2}}}}